# Donji Vukšinac
Donji Vukšinac je naseljeno mjesto u Republici Hrvatskoj u Zagrebačkoj županiji. 

## Zemljopis
Administrativno je u sastavu općine Dubrava. Naselje se proteže na površini od 1,76 km².

## Stanovništvo
Prema popisu stanovništva iz 2001. godine u Donjem Vukšincu živi 103 stanovnika i to u 28 kućanstava. Gustoća naseljenosti iznosi 58,52 st./km².
| broj stanovnika |       |       |       | 158   | 139   |       |       |       | 188   | 176   | 155   | 134   | 122   | 144   | 103   | 117   | 100   |
|                 | 1857. | 1869. | 1880. | 1890. | 1900. | 1910. | 1921. | 1931. | 1948. | 1953. | 1961. | 1971. | 1981. | 1991. | 2001. | 2011. | 2021. |